# Hermann Sauppe

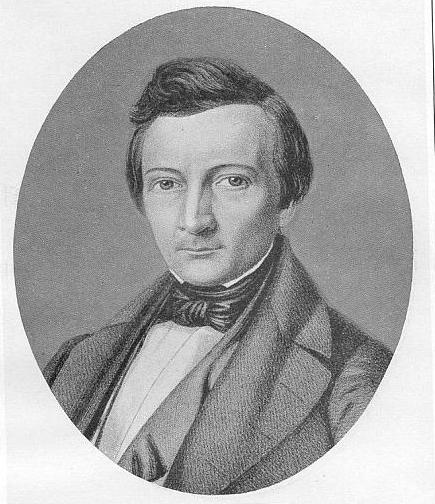
Hermann Sauppe als Direktor in Weimar

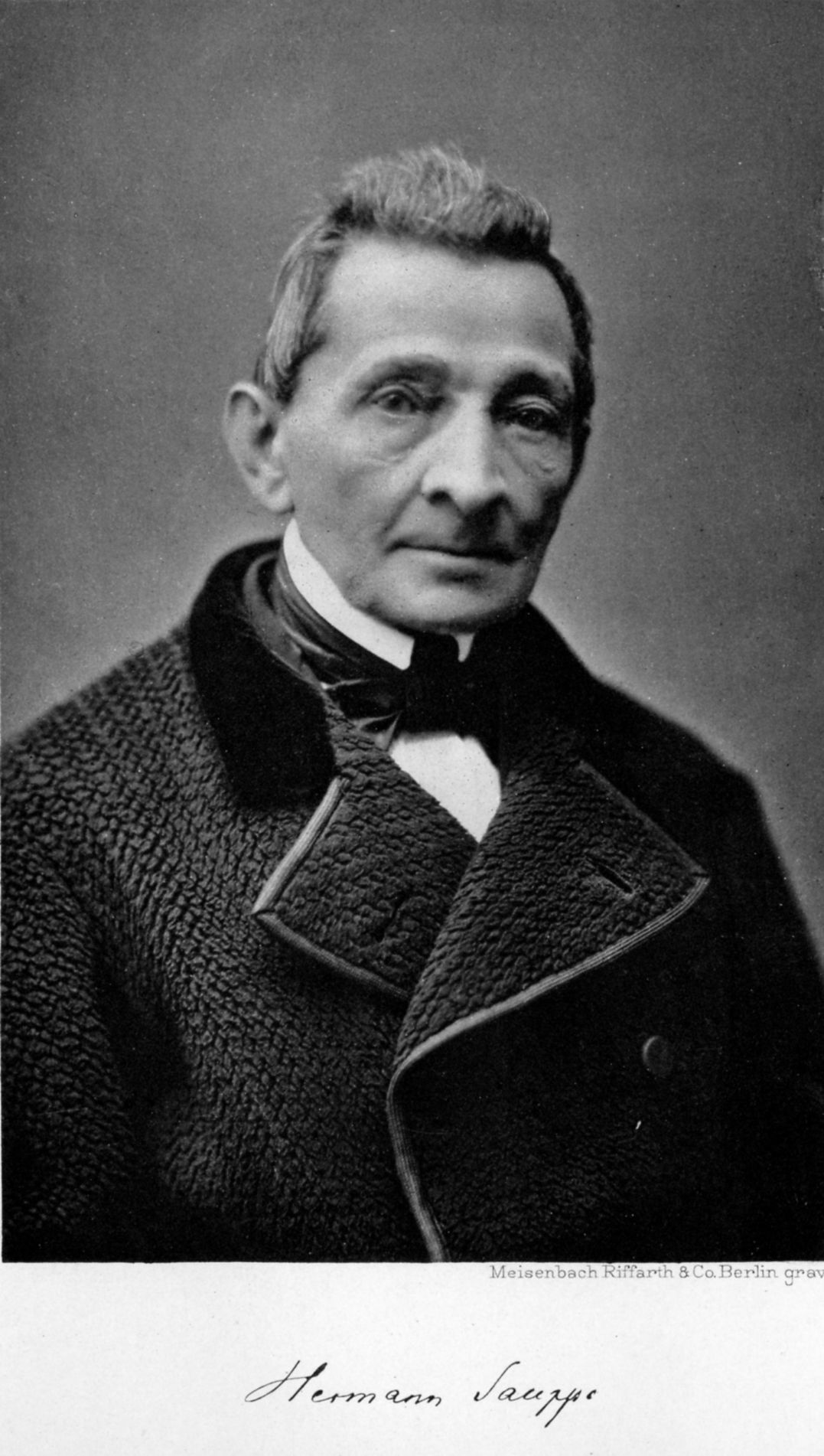
Hermann Sauppe als Professor in Göttingen

Hermann Sauppe (* 9. Dezember 1809 in Weesenstein bei Dresden; † 15. September 1893 in Göttingen) war ein deutscher Klassischer Philologe und Epigraphiker. Als Professor an der Universität Göttingen erwarb er sich ab 1866 besondere Verdienste um die dortige akademische Lehre. Bedeutend sind seine kritischen Editionen der attischen Redner (Oratores Attici, mit Johann Georg Baiter) und der platonischen Dialoge Protagoras und Gorgias.

## Leben
Hermann Sauppe wurde als Sohn des Pfarrers Friedrich Gottlob Sauppe (1781–1820) und seiner Gattin Clementine geb. Croll (1786–1855) im Dorf Weesenstein bei Dresden geboren; er hatte zwei jüngere Schwestern, Bertha (1812–1851) und Laura (1818–?). Seine Kindheit war von den Befreiungskriegen beeinflusst, besonders von den Zügen der russischen Armee. Nach der Verlegung des Vaters nach Burkhardswalde erlebte Sauppe ruhigere Jahre, in denen er auch den ersten Unterricht vom Vater erhielt. Nach dessen Tod am 9. Juni 1820 zog die Witwe mit der jüngsten Tochter zu ihrer Mutter, während Hermann Sauppe bei seinem Onkel väterlicherseits Christian August Sauppe (1792–1839) aufgenommen wurde, der seit 1814 Kantor und erster Lehrer an der St. Othmarskirche in Naumburg war. Von 1820 bis 1827 besuchte Sauppe das Domgymnasium Naumburg, seit 1825 als Oberprimaner. Besonders durch die Anregung des Rektors Gregor Gottlieb Wernsdorf (1776–1834) fand er zu den Alten Sprachen.
Sein anschließendes Studium an der Universität Leipzig finanzierte Sauppe zunächst durch Nachhilfeunterricht und Korrekturlesen für mehrere Verlagsbuchhandlungen. Er trat bald ins Philologische Seminar von Gottfried Hermann ein, dem damals auch Eduard Putsche (1805–1882) und Moriz Haupt angehörten, und wurde ein Spitzenschüler des berühmten Textkritikers. Daneben war er Mitglied der Leipziger Burschenschaft Germania und verkehrte im Haus des Verlegers Salomon Hirzel. Später wechselte Sauppe nach Halle an der Saale, wo er das Staatsexamen ablegte und bei Gottfried Hermann 1832 promoviert wurde. Seine Dissertation wurde nach dem damaligen Brauch nicht gedruckt.

### Gymnasiallehrer und Privatdozent in Zürich
Zu Ostern 1833 trat Sauppe seine erste Stelle als Lateinlehrer am neugegründeten Gymnasium zu Zürich und gleichzeitig als Privatdozent an der dortigen Universität an. Seinem Arbeitseifer ist die Einrichtung der Zürcher Kantonsbibliothek mit 25.000 Bänden (1835) zu verdanken, eine Vorgängereinrichtung der heutigen Zentralbibliothek Zürich; 1837 wurde er Oberbibliothekar. 1838 wurde Sauppe zum Konrektor des Gymnasiums gewählt und zum außerordentlichen Professor ernannt. Auf dringenden Wunsch des Zürcher Erziehungsrates lehnte er einen gleichzeitig ergangenen Ruf als Direktor des Gymnasiums zu Schaffhausen ab. 1838 heiratete er auch die 18-jährige Emilie Nüscheler, Tochter des Zürcher Stadtschreibers, in dessen Wohnung das junge Paar einzog. Zu dieser Zeit erwarb Sauppe das Schweizer Bürgerrecht und wählte Schottikon zu seiner Heimatgemeinde. Er stand in Zürich mit Persönlichkeiten wie Adolf Ludwig Follen, Jakob Henle, Georg Herwegh und Gottfried Keller in regem persönlichen und politischen Austausch. Trotzdem fühlte sich Sauppe in Zürich als Fremder und betrieb seit einer ausgedehnten Reise durch Deutschland im Jahr 1844 seine Rückkehr. Eine Berufung als ordentlicher Professor an die Universität Bern lehnte er deshalb ab.

### Gymnasialdirektor in Weimar
Im Oktober 1845 erhielt Sauppe eine Stelle als Direktor am Wilhelm-Ernst-Gymnasium in Weimar. Sein Ruf als Pädagoge wurde hier über die Grenzen seines Wirkungskreises hinaus bekannt; eine wichtige Neuerung dieser Jahre war der Unterricht in der klassischen deutschen Literatur, dessen Sprache nicht mehr Latein, sondern Deutsch war. Sauppe kämpfte für eine weitergehende Anerkennung des Lehrerstandes, die sich in der Erlaubnis, bei Hofe zu erscheinen, manifestierte. In der Stadt gehörte er zu einem Kulturkreis um Ludwig Preller, Gustav Adolf Schöll und Wilhelm Theophor Dittenberger, verkehrte mit den Nachbarn Hans Christian Andersen und August Heinrich Hoffmann von Fallersleben und war auch auf der Altenburg häufig zu Gast bei Franz Liszt und seiner Lebensgefährtin und Gastgeberin Carolyne zu Sayn-Wittgenstein. In Weimar genoss er die Gunst der Großfürstin Maria Pawlowna, die ihm 1853 zur Genesung eine Badereise nach Ostende spendierte. Er war Vorsitzender der Kommission zur Aufstellung des Goethe- und Schiller-Denkmals und führte die Korrespondenz mit dem ausführenden Künstler Ernst Rietschel. Einen Ruf als Direktor ans Katharineum zu Lübeck lehnte er 1854 ab. Sauppe war einer der Gründerväter des Weimarer Turnvereines.

### Professor in Göttingen

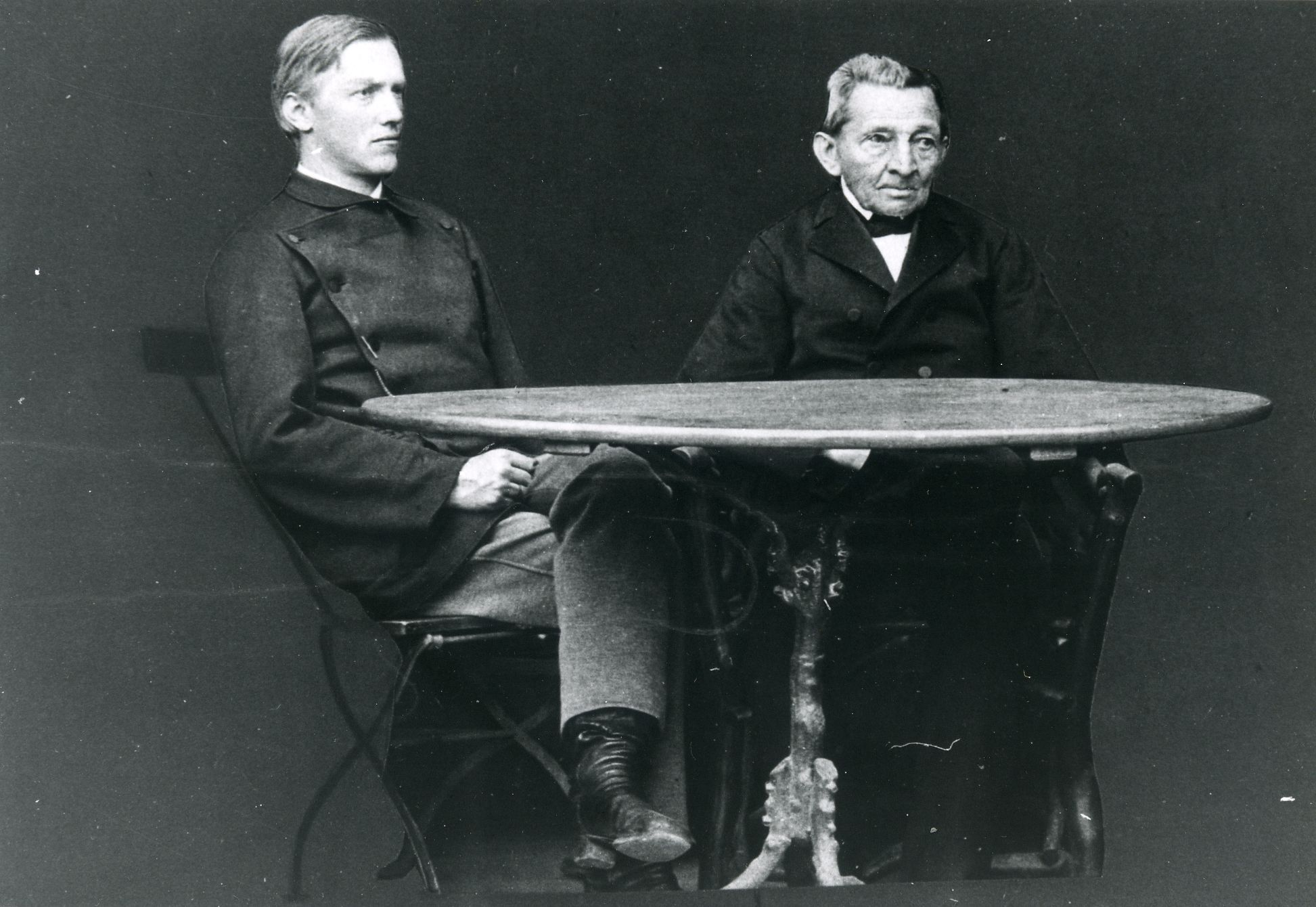
Hermann Sauppe (rechts) und sein Kollege Ulrich von Wilamowitz-Moellendorff

Erst die Berufung auf den ersehnten Göttinger Lehrstuhl als Nachfolger des augenleidenden Friedrich Wilhelm Schneidewin im Jahre 1855 brachte Sauppe dazu, Weimar zu verlassen. Nach eigenem, schon früherem Bekunden hatte Sauppe mit diesem Posten endlich die Möglichkeit, sich unbeschränkt der wissenschaftlichen Arbeit hinzugeben. Seine Beschäftigung mit Textkritik und besonders mit griechischer Epigraphik fanden hier ihren Höhepunkt. Er trug seine grundlegenden Forschungsleistungen auch in die Vorlesungen: 1860 war er einer der ersten Professoren, die über „Griechische und römische Epigraphik“ lasen. Im Gegensatz zu seinem Lehrer Gottfried Hermann wandte er sich der Sachphilologie zu und achtete auf die sprachliche und kritische Schulung der Studenten. In seinen Vorlesungen, Seminaren und Übungen hatte er über 100 Hörer.
Sauppes wichtigstes Verdienst in Göttingen war die Einrichtung des Pädagogischen Seminars. Durch seine jahrzehntelange Lehrerfahrung an höheren Schulen war er berufen, die Philologiestudenten auf ihren künftigen Lehrerberuf hin gezielt auszubilden, zumal das Schulamt zu dieser Zeit das Ziel der meisten Studenten dieses Faches war. Das Seminar nahm nur sechs Mitglieder gleichzeitig auf und bildete zu Sauppes Zeiten über 250 Studenten aus. Neben seiner Tätigkeit als Leiter des Seminars war Sauppe 1859/60, 1860/61 und 1873 Prorektor und dreimal Deputierter der Universität Göttingen, nämlich bei der Neugründung der Universität Straßburg 1871, bei der Goldenen Hochzeit Kaiser Wilhelm I. 1879 und beim Zürcher Universitätsjubiläum 1883. Auslandsreisen unternahm er 1868 nach Florenz und Rom und 1875 in Begleitung von Otto Lüders und seinen Schülern Carl Robert und Rudolf Schöll nach Griechenland.
Sauppe war Herausgeber der Göttinger Gelehrten Anzeigen und seit 1861 korrespondierendes Mitglied der Göttinger Gesellschaft der Wissenschaften. Nach dem Tode Friedrich Wöhlers übernahm er 1883 als Sekretär die Leitung der Gesellschaft. Einen Ruf an die Bonner Universität, um den sich sein Freund Otto Jahn bemühte, lehnte er 1865 ab. Auf diesem Wege erfuhr Jahns Kollege Friedrich Ritschl vom Berufungsgesuch, das hinter seinem Rücken geschehen war, was zum Bonner Philologenstreit führte, in dessen Verlauf Ritschl an die Universität Leipzig wechselte.
Bis ins hohe Alter blieb Sauppe in Forschung und Lehre aktiv. Er zählte zu den ältesten Kollegen Ulrich von Wilamowitz-Moellendorffs, der seit 1883 Professor in Göttingen war. Sauppe starb wenige Wochen nach dem Tode seiner Gattin am 15. September 1893. Wilamowitz hielt eine Gedächtnisrede vor der Göttinger Gesellschaft der Wissenschaften; die Grabrede des Theologen Hermann Schultz erschien noch im selben Jahr beim Göttinger Verlag Kästner. Sauppes umfangreicher Nachlass befindet sich in der Niedersächsischen Staats- und Universitätsbibliothek Göttingen. Seine Bibliothek, die rund 9000 Bände und 7000 Sonderdrucke umfasste, erwarb das Bryn Mawr College in den Vereinigten Staaten, wo Sauppes Schüler Herbert Weir Smyth wirkte.
Das Ehepaar Sauppe hinterließ vier Kinder: Heinrich (* 1841), Hedwig (1842–1926), Bertha (* 1844, verheiratet mit dem Geologen und Paläontologen Karl von Seebach) und Gertrud (1860–1946, verheiratet mit dem Mathematiker Hans von Mangoldt).
Bei seinen Göttinger Studenten hieß der Hofrat Sauppe insgeheim Saufrat Hoppe.

## Leistungen
Sauppe erwarb sich auf drei Feldern bleibende Verdienste: In der Pädagogik, in der Textkritik und in der Epigraphik. Grundsätzlich gilt, dass er durch die Emanzipation der deutschen Sprache als Verkehrssprache in der akademischen Lehre sowie durch seine Hinwendung zur Sachphilologie der Klassischen Philologie entscheidend zu ihrer Blüte in der zweiten Hälfte des 19. Jahrhunderts verhalf.
Frucht seiner lebenslangen, schon in Zürich begonnenen Beschäftigung mit den attischen Rednern waren die von Sauppe und seinem Mitarbeiter Johann Georg Baiter herausgegebenen Oratores Attici, eine heute noch bedeutende Edition. Sie erschien in zwei Reihen 1839–43 und 1845–50.
Den Prozess der Durchsetzung der deutschen Sprache im Unterricht förderte Sauppe besonders durch seine Ausgabe lateinischer und griechischer Autoren mit deutschen Anmerkungen, die in den ersten Weimarer Jahren auf Anregung Dietrich Reimers entstanden. Das Unternehmen wurde von Moriz Haupt betreut, der aber als Universitätsprofessor dem Schulwesen ferner stand als Sauppe. Dieser war es auch, der die Herausgabe nach pädagogischen Maßstäben beeinflusste. Den Umfang dieses Unternehmens zeigt schon die Wahl der Hilfsbücher: Ernst Curtius’ Griechische Geschichte, Theodor Mommsens Römische Geschichte, Theodor Bergks Griechische Literaturgeschichte; geplant waren außerdem ein Handbuch zur Archäologie von Sauppes Leipziger Kommilitonen Otto Jahn und eine Römische Literaturgeschichte von Ernst von Leutsch. Von Sauppes Hand erschienen in der Reihe Ausgaben des Protagoras (1857) und des Gorgias (nach dem unvollendeten Manuskript herausgegeben von Alfred Gercke, 1897), deren Konjekturen noch heute wichtig für die Textgestalt sind.